# Mary Arthur McElroy
Mary Arthur McElroy (n. 5 iulie 1841 - d. 8 ianuarie 1919) a fost sora lui Chester A. Arthur, Președinte al Statelor Unite ale Americii, care a primit acest rol în urma decesului soției Președintelui, Ellen Lewis Herndon Arthur, care a avut loc în urmă cu un an și jumătate. A fost Prima Doamnă a Statelor Unite ale Americii între 1881 și 1885.